# Ядерна енергетика Канади
Ядерна енергетика Канади забезпечується за допомогою 19 комерційних реакторів, валовою потужністю 13,5 ГВт, які виробляють 95,6 ТВт*год електроенергії, які становлять близько 16,6% загального виробництва електроенергії країни у 2015 році. Усі ці реактори, крім одного, розташовані в провінції Онтаріо, де вони забезпечують 61% електроенергії у 2019 році (90.4 95,6 ТВт*год). Сім менших реакторів використовуються у дослідницьких цілях та для виготовлення радіофармацевтичних засобів у ядерній медицині.
Усі робочі реактори є реакторами на важкій воді під тиском (PHWR) власної розробки CANDU. Реактори CANDU були експортовані до Індії, Пакистану, Аргентини, Південної Кореї, Румунії та Китаю. Хоча, станом на 2022 рік, немає планів щодо нових CANDU в Канаді чи інших країнах, Канада залишається технологічним лідером у важководних реакторах і реакторах, що працюють на природному урані в цілому. Індійська лінійка IPHWR є локалізованою похідною лінійки CANDU, але вона має невелику кількість побудованих реакторів, незалежно від лінійки CANDU.

## Перелік реакторів
| Назва        | Блок №. | Реактор | Реактор        | Статус      | Чиста потужність (MW) | Початок будівництва | Комерційне використання | Закриття       |
| Назва        | Блок №. | Тип     | Модель         | Статус      | Чиста потужність (MW) | Початок будівництва | Комерційне використання | Закриття       |
| ------------ | ------- | ------- | -------------- | ----------- | --------------------- | ------------------- | ----------------------- | -------------- |
| Пікерінг     | 1       | PHWR    | CANDU 500A     | Відключений | 515                   | червня 1966         | 29 липня 1971           | 1 жовтня 2024  |
| Пікерінг     | 2       | PHWR    | CANDU 500A     | Відключений | 515                   | вересня 1966        | 30 грудня 1971          | 31 грудня 1997 |
| Пікерінг     | 3       | PHWR    | CANDU 500A     | Відключений | 515                   | грудня 1967         | 1 червня 1972           | 29 грудня 1997 |
| Пікерінг     | 4       | PHWR    | CANDU 500A     | Відключений | 515                   | травня 1968         | 17 червня 1973          | 31 грудня 2024 |
| Пікерінг     | 5       | PHWR    | CANDU 500B     | Функціонує  | 516                   | листопада 1974      | 10 травня 1983          | ( 2026)        |
| Пікерінг     | 6       | PHWR    | CANDU 500B     | Функціонує  | 516                   | жовтня 1975         | 1 лютого 1984           | ( 2026)        |
| Пікерінг     | 7       | PHWR    | CANDU 500B     | Функціонує  | 516                   | березня 1976        | 1 січня 1985            | ( 2026)        |
| Пікерінг     | 8       | PHWR    | CANDU 500B     | Функціонує  | 516                   | вересня 1976        | 28 лютого 1986          | ( 2026)        |
| Дарлінгтон   | 1       | PHWR    | CANDU 850      | Функціонує  | 878                   | квітня 1982         | 14 листопада 1992       | ( 2052)        |
| Дарлінгтон   | 2       | PHWR    | CANDU 850      | Функціонує  | 878                   | вересня 1981        | 9 жовтня 1990           | ( 2050)        |
| Дарлінгтон   | 3       | PHWR    | CANDU 850      | Функціонує  | 878                   | вересня 1984        | 14 лютого 1993          | ( 2053)        |
| Дарлінгтон   | 4       | PHWR    | CANDU 850      | Функціонує  | 878                   | липня 1985          | 14 червня 1993          | ( 2053)        |
| Дарлінгтон   | 5       | BWR     | BWRX-300       | Заплановано | 300                   | (2023)              | ( 2028)                 |                |
| Дарлінгтон   | 6       | BWR     | BWRX-300       | Заплановано | 300                   | (2023)              | ( 2028)                 |                |
| Дарлінгтон   | 7       | BWR     | BWRX-300       | Заплановано | 300                   | ( 2023)             | ( 2029)                 |                |
| Дарлінгтон   | 8       | BWR     | BWRX-300       | Заплановано | 300                   | ( 2023)             | ( 2029)                 |                |
| Брюс         | 1       | PHWR    | CANDU 791      | Функціонує  | 821                   | червня 1971         | 1 вересня 1977          | ( 2042)        |
| Брюс         | 2       | PHWR    | CANDU 791      | Функціонує  | 777                   | грудня 1970         | 1 вересня 1977          | ( 2043)        |
| Брюс         | 3       | PHWR    | CANDU 750A     | Функціонує  | 770                   | липня 1972          | 1 лютого 1978           | ( 2064)        |
| Брюс         | 4       | PHWR    | CANDU 750A     | Функціонує  | 769                   | вересня 1972        | 18 січня 1979           | ( 2064)        |
| Брюс         | 5       | PHWR    | CANDU 750B     | Функціонує  | 817                   | червня 1978         | 1 березня 1985          | ( 2064)        |
| Брюс         | 6       | PHWR    | CANDU 750B     | Функціонує  | 817                   | січня 1978          | 15 вересня 1984         | ( 2064)        |
| Брюс         | 7       | PHWR    | CANDU 750B     | Функціонує  | 817                   | травня 1979         | 10 квітня 1986          | ( 2064)        |
| Брюс         | 8       | PHWR    | CANDU 750B     | Функціонує  | 817                   | серпня 1979         | 22 травня 1987          | ( 2064)        |
| Ролфтон      | 1       | PHWR    | CANDU          | Відключений | 19                    | січня 1958          | 4 червня 1962           | 1 серпня 1987  |
| Дуглас-Пойнт | 1       | PHWR    | CANDU 200      | Відключений | 200                   | лютого 1960         | 26 вересня 1968         | 4 травня 1984  |
| Джентіллі    | 1       | BWR     | CANDU BLWR 250 | Відключений | 250                   | вересня 1966        | 1 травня 1972           | 1 червня 1977  |
| Джентіллі    | 2       | PHWR    | CANDU-6        | Відключений | 635                   | квітня 1974         | 1 жовтня 1983           | 28 грудня 2012 |
| Поінт-Лепро  | 1       | PHWR    | CANDU-6        | Функціонує  | 635                   | травня 1975         | 1 лютого 1983           | ( 2041)        |

## Зовнішні посилання
- Nuclear Power in Canada